# Турбин, Сергей Иванович
Сергей Иванович Турбин (1821—1884) — русский писатель и драматург. 

## Биография и творчество
Учился в Московском университете, затем служил артиллерийским офицером. Окончил Николаевскую военную академию, после чего служил по Генеральному штабу, дослужившись, по меньшей мере, до подполковника.
По служебным обязанностям и по собственному желанию Турбин исколесил всю Россию от Кавказа до Сибири, что дало ему много материала для разнообразных статей. В  журнале «Современник» в 1857 году был напечатан целый ряд его бытовых очерков под общим заглавием «Рассказы бывалого. Из воспоминаний старого артиллериста». 
В 1859—1860 годах Турбин составил «Статистическое описание Харьковской губернии» и примерно тогда же сотрудничал в «Харьковских губернских ведомостях» под собственным именем и под псевдонимом Пётр Бахтыгозино.
В «Санкт-Петербургских ведомостях» в 1863—1865 годах печатались его путевые очерки по Сибири, а в 1866 году был помещен фельетон «Башмачник Ян Калинский и его мемуары», вызвавший неудовольствие правительства. 
В «Русской старине» в 1871—1873 годах Турбин напечатал несколько исторических и историко-литературных материалов: «Птенцы Петра Великого, их письма, донесения и заметки», «Артемий Петрович Волынский», «Казнь братьев Грузиновых», «О В. В. Капнисте», ««Ябеда», комедия Капниста» и др. 
Написал еще «Днепр и Приднепровье» (СПб., 1877), «Волга и Поволжье» (1890), «Куликово поле. Исторический рассказ об этой местности» (СПб., 1868), «Из истории Украины. О Танском (В. М. Танский ?) и его шайке гайдамаков» («Новости», 1872), детский рассказ «Русский Робинзон» (СПб., 1879). 
Драматические произведения Турбина первоначально печатались в «Русской сцене». Из них в дальнейшем были изданы отдельно: «Свекровь и теща» (1864), «Бойкая барыня» (1864), «Пансионерка на станции» (1871), «Картинка с натуры» (1864), «Хозяйка и постоялец» (1871), «Укротительница» (1871 и 1875), которые пользовались популярностью и вплоть до конца XIX века нередко ставились на сцене.

## Произведения Сергея Турбина

### Оцифрованные произведения
- «Товарищеские воспоминания о П. И. Якушкине»
- «Письма к А. Н. Островскому» — публикация писем.

### Художественные произведения, водевели и произведения для детей
- Русский Робинзон: Рассказ для детей С. Турбина. - Санкт-Петербург : тип. Р. Голике, 1879. - XXIV, 172 с., 6 л. ил.
- Судьба свела: Водевиль в 1 д. С.И. Турбина. - Москва : лит. Моск. театр. б-ки С.Ф. Рассохина, ценз. 1899. - 24 с.
- Денщик подвёл: Водевиль в 1 д. И.С. [!С.И.] Турбина. - [Москва] : Театр. б-ка С. Рассохина, 1916. - 16 с.
- Сенсационное известие : (Из недав. прошлого) : Водевиль в 1 д. С.И. Турбина. - Москва : лит. Моск. театр. б-ки С.Ф. Рассохина, ценз. 1906.
- Ложная тревога : Шутка в 1 д. С.И. Турбина, авт. «Денщик подвёл» и др. - Москва : Театр. б-ка М.А. Соколовой, 1903. - 8 с
- Пансионерка на станции : Дорож. сцены / [С. Турбин]. - 2-е изд. - Санкт-Петербург : тип. Деп. уделов, 1868. - 32 с.
- Сцены из военно-походной жизни : [Пьесы] / [Соч.] С. Турбина. - Санкт-Петербург : тип. Н. Тиблена и К° (Н. Неклюдова), 1866. - 127 с
  - Укротительница : Сцены из воен.-поход. жизни / [Соч.] С. Турбина. - Санкт-Петербург : скоропеч. Ю. Шрейера, 1871. - 31 с
  - Картина с натуры : Сцены из воен.-поход. жизни / [Соч.] С. Турбина. - 2-е изд. - Санкт-Петербург : тип. К.Н. Плотникова, 1872. - [2], 19 с
  - Бойкая барыня : Сцены из воен.-поход. жизни : В 2 д. / [Соч.] С. Турбина. - 2-е изд. - Санкт-Петербург : тип. К.Н. Плотникова, 1872. - [2], 35 с.
  - Свекровь и теща : Сцены из воен.-поход. жизни : В 2 д. / [Соч.] С. Турбина. - 2-е изд. - Санкт-Петербург : тип. К.Н. Плотникова, 1872. - [2], 43 с.

### Научные и научно-популярные произведения
- Историческое введение к Статистическому описанию Харьковской губернии / [С. Турбин]. - [Харьков, 1859]. - 27 с.
- Днепр и Приднепровье : Описание губ.: Смоленской, Минской, Черниговской, Киевской, Полтавской, Екатеринославской, Херсонской, Таврической и Курской / Сост. С. Турбин. - Санкт-Петербург : Досуг и дело, 1877 (обл. 1879). - 155 с., 3 л. ил.
- Волга и Поволжье : [Очерк] / Сост. С. Турбин и С. Павлович. - Санкт-Петербург : ред. журн. "Досуг и дело", 1890. - 96 с.
- Сибирь : Крат. землеописание / Сост. С. Турбин. - Санкт-Петербург : Досуг и дело, 1871. - [2], 142 с
- Водный путь с Вычегды на Каму (Архангельск-Астрахань) / С. И. Турбин. - Архангельск : [б. и.], 1917. - 11 с.
- Куликово поле / Сост. С. Турбин. - Санкт-Петербург : Досуг и дело, 1867. - 34 с.; 21. - (Досуг и дело : Книжки для солдат и народа / Изд. А. Погоского; 1867. Вып. 3
- Страна изгнания и Исчезнувшие люди : Сиб. очерки С. Турбина и Старожила. - Санкт-Петербург : К.Н. Плотников, 1872. - [4], 367 с.